# España en el Campeonato Mundial de Balonmano Masculino de 2013
España fue el país anfitrión del XXIII Campeonato Mundial de Balonmano Masculino, celebrado entre el 11 y el 27 de enero de 2013 bajo la organización de la Federación Internacional de Balonmano (IHF) y la Real Federación Española de Balonmano (RFEBM). Fue la primera vez que se realizó este evento en España.
La selección de España estaba en la lista de las favoritas para ganar el título mundial, junto con las selecciones de Francia (vencedora de las dos últimas ediciones: Croacia 2009 y Suecia 2011 y campeona olímpica en Londres 2012), Dinamarca (campeona del Europeo de 2012) y Croacia.
Los pronósticos y anhelos de toda la afición española se vieron hechos realidad la tarde del domingo 27 de enero en el Palau Sant Jordi de Barcelona, donde se disputó la final entre los equipos de España y Dinamarca, que ganó el país anfitrión con el marcador más abultado de la historia de estos campeonatos: 35-19.
Este fue el segundo título mundial para España, tras el obtenido en Túnez 2005. España se convirtió así en la cuarta nación que ha ganado un Mundial de balonmano en casa, tras Suecia en 1954, Alemania en 1938 y 2007, y Francia en 2001.

## Imagen y promoción
Por el hecho de ser los anfitriones del torneo, la RFEBM lanzó con anticipación una amplia campaña de imagen y promoción del evento y de la propia selección nacional. La página web del evento (handballspain2013.com) fue abierta en junio de 2012.
A raíz del spot de promoción del evento realizado por el Comité Organizador el 19 de diciembre de 2012 con el título «#Hispanos», se empieza a difundir rápidamente a través de las redes sociales y los medios de comunicación esta denominación para la selección nacional. El anuncio mostraba a los jugadores Julen Aguinagalde, Alberto Entrerríos, Viran Morros y Víctor Tomás con el diseño de la camiseta de la selección pintado en el torso, así como escenas de la selección en diferentes partidos; paralelamente también se lanzaron una serie de fotografías que mostraban a dichos jugadores promocionando el evento y que se pudieron apreciar en diferentes carteles. Los carteles de promoción fueron los siguientes:
- El cartel oficial del campeonato muestra a Viran Morros de frente, con los brazos abiertos y gritando;
- un cartel con cada jugador y la leyenda «95% músculo, 100% entrega»;
- un cartel para cada ciudad sede (el de Barcelona estaba escrito en catalán).

La selección contó también con un uniforme nuevo, diseñado especialmente para el Mundial por la firma deportiva española Rasán: camiseta de manga corta y cuello redondo sin solapas que muestra la palabra España, la estrella del título conseguido en 2005, el número y nombre del jugador, los logotipos de los patrocinadores y un par de rayas transversales curvilíneas, y pantalón corto con franjas rectas asimétricas de color diferente. El conjunto se pudo ver en tres combinaciones de colores diferentes:
- Camiseta color rojo con las rayas y letras amarillas y pantalón azul con las franjas amarillas (partidos de la fase de grupos contra Argelia, Croacia, de cuartos de final contra Alemania, de semifinales contra Eslovenia y la final contra Dinamarca);
- camiseta y pantalón blancos con las rayas, letras y franjas rojas (partidos de la fase de grupos contra Egipto y Hungría, y de octavos de final contra Serbia);
- camiseta y pantalón azul oscuro con las rayas, letras y franjas doradas (partido de la fase de grupos contra Australia).

El 11 de enero de 2013, Correos emitió un sello postal dedicado a este campeonato, con un tirada de 300 mil ejemplares. El sello, cuyo valor facial es de 0,90 €, muestra un dibujo con dos jugadores de balonmano en un partido.

## Sedes
La selección española disputó sus partidos en las siguientes tres sedes:
| Grupo                      | Ciudad    | Instalación              | Capacidad | Foto |
| -------------------------- | --------- | ------------------------ | --------- | ---- |
| Fase de grupos             | Madrid    | Caja Mágica              | 11.000    |      |
| Octavos y cuartos de final | Zaragoza  | Pabellón Príncipe Felipe | 11.000    |      |
| Semifinal y final          | Barcelona | Palau Sant Jordi         | 16.500    |      |

## Equipo
El seleccionador nacional Valero Rivera anunció el 18 de diciembre la lista de los dieciséis convocados para el Mundial. Dos de los jugadores inicialmente convocados, Raúl Entrerríos y Cristian Ugalde, fueron baja por lesión; en sustitución, Rivera llama a Carlos Ruesga y Aitor Ariño, respectivamente. También es de mencionar que el capitán de la selección, el portero José Javier Hombrados, se lesionó antes de la nominación del equipo final, quedándose sin participar en el Mundial. Alberto Entrerríos, el jugador más veterano de la selección, ejerció de capitán.
Los dieciséis jugadores que conformaron la selección se encuentran ordenados a continuación de acuerdo al número de su camiseta:
| Dorsal | Nombre             | Posición          |
| ------ | ------------------ | ----------------- |
| 2      | Alberto Entrerríos | Lateral izquierdo |
| 4      | Albert Rocas       | Extremo derecho   |
| 5      | Jorge Maqueda      | Lateral derecho   |
| 8      | Víctor Tomás       | Extremo derecho   |
| 11     | Daniel Sarmiento   | Central           |
| 12     | José Manuel Sierra | Portero           |
| 13     | Julen Aguinagalde  | Pivote            |
| 16     | Arpad Šterbik      | Portero           |
| 21     | Joan Cañellas      | Central           |
| 22     | Ángel Montoro      | Lateral derecho   |
| 24     | Viran Morros       | Lateral izquierdo |
| 25     | Carlos Ruesga      | Central           |
| 26     | Antonio García     | Lateral izquierdo |
| 28     | Valero Rivera      | Extremo izquierdo |
| 29     | Aitor Ariño        | Extremo izquierdo |
| 30     | Gedeón Guardiola   | Pivote            |
| –      | Valero Rivera      | Seleccionador     |

## Preparación
- Todos los partidos en la hora local de España (UTC+1).

Los jugadores de la selección participaron una semana antes del inicio del evento en el XXXVIII Torneo Internacional de España "Memorial Domingo Barcenas", realizado en la Caja Mágica de Madrid, en el que disputaron tres partidos amistosos de preparación. Los tres partidos se zanjaron con la victoria local.
| Fecha | Hora  | Partido¹ | Partido¹ | Partido¹ | Resultado |
| ----- | ----- | -------- | -------- | -------- | --------- |
| 04.01 | 19:00 | España   | -        | Chile    | 40-17     |
| 05.01 | 13:00 | España   | -        | Japón    | 40-12     |
| 06.01 | 12:30 | España   | -        | Brasil   | 31-22     |

- (¹) – Todos en Madrid.

## Participación

### Fase de grupos
El equipo nacional quedó encuadrado para la primera fase en el grupo D, con los combinados de Argelia, Australia, Croacia, Egipto y Hungría. Los cinco partidos los jugó en la Caja Mágica de Madrid con un balance de cuatro victorias y una derrota, esta última contra Croacia, que ganó por 2 goles de diferencia (27-25). Este partido se caracterizó por una defensa férrea por ambas partes y un marcador muy ajustado que definía el primero y segundo lugar del grupo, y debido a que Francia perdió el primer lugar de su grupo contra Alemania, iba a ofrecer un cruce más desfavorable al ganador del grupo D, favoreciéndose así España de una fase final «menos dura», circunstancia que creó especulaciones antes y después del partido.
- Todos los partidos en la hora local de España (UTC+1).

Grupo D
| Equipo    | J | G | E | P | GF  | GC  | DG   | PTS |
| --------- | - | - | - | - | --- | --- | ---- | --- |
| Croacia   | 5 | 5 | 0 | 0 | 148 | 99  | +49  | 10  |
| España    | 5 | 4 | 0 | 1 | 160 | 98  | +62  | 8   |
| Hungría   | 5 | 3 | 0 | 2 | 147 | 120 | +27  | 6   |
| Egipto    | 5 | 1 | 1 | 3 | 130 | 123 | +7   | 3   |
| Argelia   | 5 | 1 | 1 | 3 | 123 | 126 | -3   | 3   |
| Australia | 5 | 0 | 0 | 5 | 66  | 208 | -142 | 0   |

| Fecha | Hora  | Partido¹ | Partido¹ | Partido¹  | Resultado | EDP | GPG | JAJ | Vídeo |
| ----- | ----- | -------- | -------- | --------- | --------- | --- | --- | --- | ----- |
| 11.01 | 19:00 | España   | -        | Argelia   | 27-14     | ver | ver | ver | ver   |
| 14.01 | 19:00 | Egipto   | -        | España    | 24-29     | ver | ver | ver | ver   |
| 15.01 | 19:00 | España   | -        | Australia | 51-11     | ver | ver | ver | ver   |
| 17.01 | 19:00 | Hungría  | -        | España    | 22-28     | ver | ver | ver | ver   |
| 19.01 | 19:00 | España   | -        | Croacia   | 25-27     | ver | ver | ver | ver   |

- (¹) – Todos en Madrid.

### Fase de eliminación
La fase final se realizó a partir del 20 de enero por medio de partidos de eliminación directa, y consistió en los cruces de octavos de final, cuartos de final, semifinales y la gran final. Al quedar segunda de su grupo, España cayó en la parte baja del cuadro de cruces, lo que le evitó enfrentarse con Francia en los cuartos y Dinamarca en la semifinal, dos selecciones fuertes que se encontraban en la lista de favoritas.
El partido de octavos contra Serbia resultó ser más accesible de lo que se esperaba de la vigente subcampeona europea: entre el minuto 7 y 12, España se impone en el marcador con un parcial de 4-0, concluyendo el primer tiempo con una ventaja de 8 goles para España (parcial de 12-20). Ventaja que los serbios trataron de recortar, sin éxito, en la segunda parte y que se zanjó con un amplio 20-31 final (7 goles del extremo Rocas).
En cuartos de final tocaban los alemanes, histórico rival de los españoles en décadas pasadas, pero que presentaba un equipo de reciente formación, con poca experiencia internacional y poco exitoso: no lograron clasificarse para los Juegos Olímpicos de Londres 2012. Pero en el partido por la primera plaza de su grupo derrotaron de forma convincente a los franceses, por lo que iban al partido contra España «creciditos». España se enredó en la primera parte, lo que aprovecharon los eficientes lanzadores teutónicos para encajar un parcial de 14-12 a su favor para la pausa de medio tiempo. En la segunda parte España se puso las pilas y con una defensa férrea, una actuación excepcional del portero Sierra (11 paradas) y los goles acertados de Julen Aguinagalde (5 en los últimos 10 min.) no dio opciones a los alemanes, llevándose la victoria con un marcador de 28-24.
El partido de semifinales contra Eslovenia se predecía fácil, un equipo que ya había hecho historia al llegar por primera vez a una semifinal mundialista, aunque se manifestó un rival correoso y duro en ataque: hasta el minuto 40 el marcador estaba muy ajustado, pero un parcial español de 6-0 en los siguientes 10 min. les rompió el partido a los eslovenos, que terminaron perdiendo por 26-22.
- Todos los partidos en la hora local de España (UTC+1).

Octavos de final
| Fecha | Hora  | Partido¹ | Partido¹ | Partido¹ | Resultado | EDP | GPG | JAJ | Vídeo |
| ----- | ----- | -------- | -------- | -------- | --------- | --- | --- | --- | ----- |
| 21.01 | 19:00 | Serbia   | -        | España   | 20-31     | ver | ver | ver | ver   |

- (¹) – En Zaragoza.

Cuartos de final
| Fecha | Hora  | Partido¹ | Partido¹ | Partido¹ | Resultado | EDP | GPG | JAJ | Vídeo |
| ----- | ----- | -------- | -------- | -------- | --------- | --- | --- | --- | ----- |
| 23.01 | 19:00 | España   | -        | Alemania | 28-24     | ver | ver | ver | ver   |

- (¹) – En Zaragoza.

Semifinales
| Fecha | Hora  | Partido¹ | Partido¹ | Partido¹  | Resultado | EDP | GPG | JAJ | Vídeo |
| ----- | ----- | -------- | -------- | --------- | --------- | --- | --- | --- | ----- |
| 25.01 | 19:15 | España   | -        | Eslovenia | 26-22     | ver | ver | ver | ver   |

- (¹) – En Barcelona.

### Final

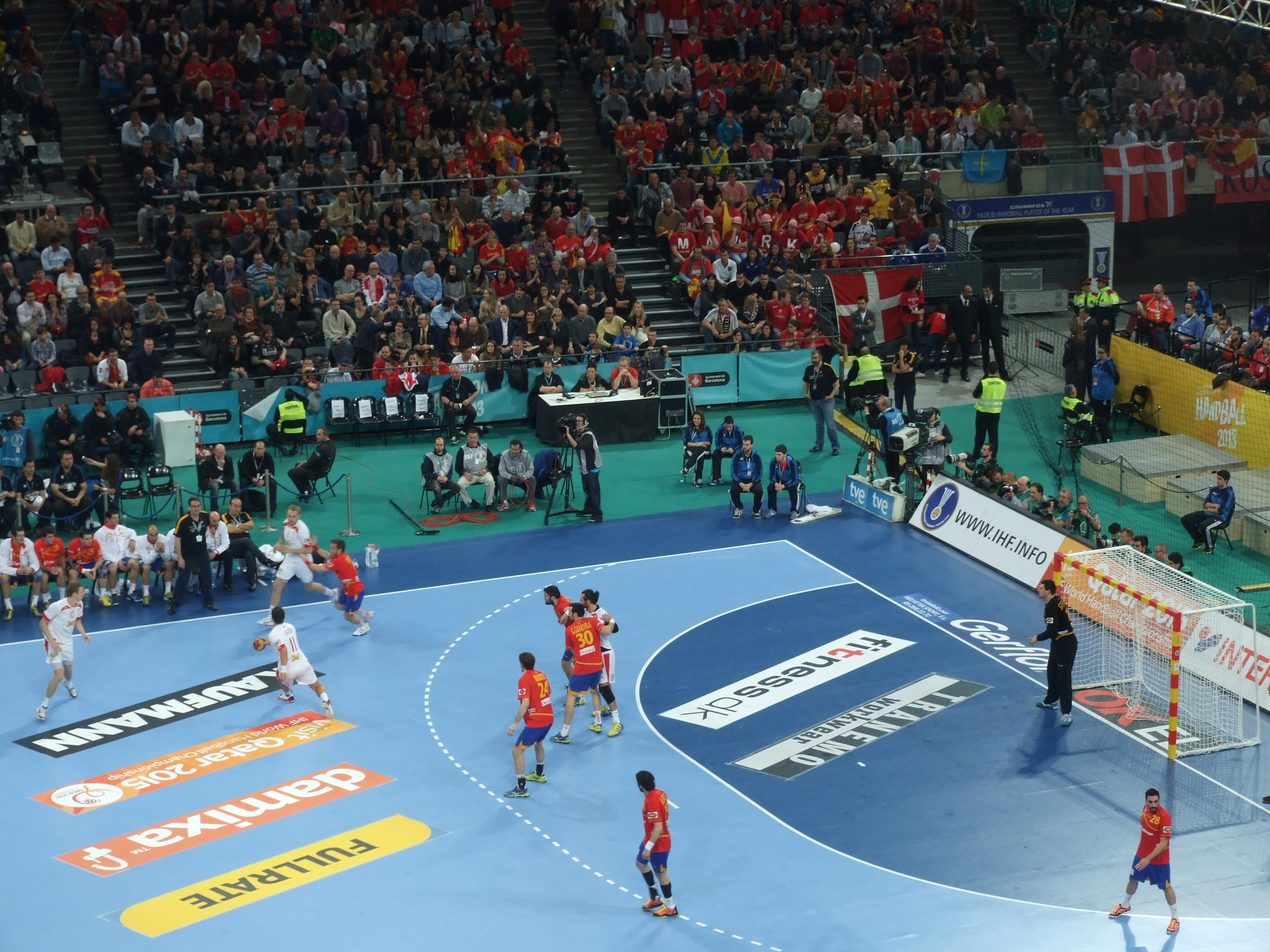
Final del Campeonato Mundial de Balonmano Masculino de 2013

La final del Mundial de 2013 enfrentó a la selección anfitriona contra la selección danesa, que partía como favorita: había ganado cómoda y claramente sus partidos anteriores, campeona del Europeo de 2012 y subcampeona del Mundial anterior. El partido se realizó el domingo 27 de enero en el Palau Sant Jordi de la capital catalana, con el pitido de inicio a las 17:15 a cargo de los árbitros eslovenos Nenad Krstič y Peter Ljubič y con la presencia del príncipe Felipe de Asturias y la princesa heredera María Isabel de Dinamarca.
El partido fue visto por unos 14.000 aficionados en el pabellón y seguido por 3.464.000 espectadores a través de la emisión de TVE.
| Fecha | Hora  | Partido¹ | Partido¹ | Partido¹  | Resultado | EDP | GPG | JAJ | Vídeo |
| ----- | ----- | -------- | -------- | --------- | --------- | --- | --- | --- | ----- |
| 27.01 | 17:15 | España   | -        | Dinamarca | 35-19     | ver | ver | ver | ver   |

- (¹) – En Barcelona.

1. 1 2 3 4 5  Estadísticas del partido.
2. 1 2 3 4 5  Gol por gol.
3. 1 2 3 4 5  Jugada a jugada.

### Medallero
|        |           |         |
| España | Dinamarca | Croacia |

## Estadísticas

### Jugadores
Fuente: 
|        |                        |    | Lanzamientos | Lanzamientos | Lanzamientos | Lanzamientos | Lanzamientos | Ataque | Ataque | Defensa | Defensa | Sanciones | Sanciones | Sanciones |         |
| Dorsal | Nombre                 | PJ | G/L          | %            | 7 m          | CAA          | PEN          | AS     | PB     | REC     | BLO     | TA        | 2 min     | TR        | TJ      |
| ------ | ---------------------- | -- | ------------ | ------------ | ------------ | ------------ | ------------ | ------ | ------ | ------- | ------- | --------- | --------- | --------- | ------- |
| 2      | Alberto Entrerríos     | 8  | 26/50        | 52           | –            | 1/3          | 10/12        | 27     | 11     | 6       | 3       | 2         | 4         | –         | 4:36:05 |
| 4      | Albert Rocas           | 9  | 34/42        | 81           | 7/8          | 9/11         | –            | –      | 9      | 6       | –       | 1         | –         | –         | 3:51:30 |
| 5      | Jorge Maqueda          | 9  | 29/59        | 49           | –            | 7/9          | 7/10         | 23     | 11     | 16      | 7       | 5         | 8         | –         | 6:06:31 |
| 8      | Víctor Tomás           | 9  | 35/56        | 62           | 8/14         | 12/14        | 2/3          | 7      | 4      | 12      | –       | 1         | 1         | –         | 5:03:30 |
| 11     | Daniel Sarmiento       | 8  | 15/32        | 46           | –            | 1/2          | 6/8          | 6      | 10     | 4       | –       | –         | –         | –         | 3:01:10 |
| 12     | José Manuel Sierra (P) | 6  | –            | –            | –            | –            | –            | 3      | –      | 5       | –       | –         | –         | –         | 3:10:24 |
| 13     | Julen Aguinagalde      | 8  | 29/38        | 76           | –            | –            | –            | 1      | 9      | 3       | –       | 2         | –         | –         | 3:00:13 |
| 16     | Arpad Šterbik (P)      | 7  | –            | –            | –            | –            | –            | 2      | 2      | 3       | –       | –         | –         | –         | 3:00:13 |
| 21     | Joan Cañellas          | 9  | 21/29        | 72           | 3/3          | 1/2          | 8/9          | 3      | 5      | 8       | 6       | 2         | 1         | –         | 3:37:11 |
| 22     | Ángel Montoro          | 9  | 15/31        | 48           | –            | 3/4          | 3/3          | 7      | 6      | 12      | 5       | 3         | 4         | –         | 2:54:17 |
| 24     | Viran Morros           | 9  | 4/7          | 57           | –            | 3/6          | –            | 2      | 1      | 8       | 10      | 5         | 3         | 1         | 3:54:14 |
| 25     | Carlos Ruesga          | 8  | 8/21         | 38           | –            | 1/2          | 2/7          | 9      | 6      | 1       | –       | –         | –         | –         | 1:33:25 |
| 26     | Antonio García         | 9  | 15/33        | 45           | –            | 1/2          | 3/6          | 20     | 6      | 13      | 3       | –         | 2         | –         | 3:27:22 |
| 28     | Valero Rivera          | 8  | 27/37        | 73           | 2/3          | 10/12        | –            | 1      | –      | 8       | –       | –         | 1         | –         | 4:30:49 |
| 29     | Aitor Ariño            | 9  | 10/16        | 62           | –            | 5/5          | –            | 10     | 2      | 16      | –       | 2         | 3         | –         | 3:38:41 |
| 30     | Gedeón Guardiola       | 9  | 12/16        | 75           | –            | 6/8          | –            | 3      | 4      | 11      | 10      | 2         | 4         | –         | 3:20:02 |
|        | TOTAL                  | –  | 280/467      | 60           | 20/28        | 60/80        | 41/58        | 124    | 86     | 187     | 44      | 27        | 31        | 1         | –       |

| PJ – Partidos jugados | G/L – Goles/lanzamientos | 7 m – Lanzamientos de 7 m | CAA – Contraataques  |
| PEN – Penetraciones   | AS – Asistencias         | PB – Pérdidas de balón    | REC – Recuperaciones |
| BLO – Blocajes        | TA – Tarjetas amarillas  | TR – Tarjetas rojas       | TJ – Tiempo jugado   |

### Porteros
Fuente: 
| Dorsal | Nombre             | P/T     | %  | 7 m  | %  | TJ      |
| ------ | ------------------ | ------- | -- | ---- | -- | ------- |
| 12     | José Manuel Sierra | 33/84   | 39 | 2/9  | 22 | 3:10:24 |
| 16     | Arpad Šterbik      | 67/199  | 33 | 3/10 | 30 | 5:49:36 |
|        | TOTAL              | 100/283 | 35 | 5/19 | 26 | –       |

| P/T – Paradas/tiros lanzados | % – Eficiencia | 7 m – Paradas de 7 m | TJ – Tiempo jugado |

## Premios y homenajes

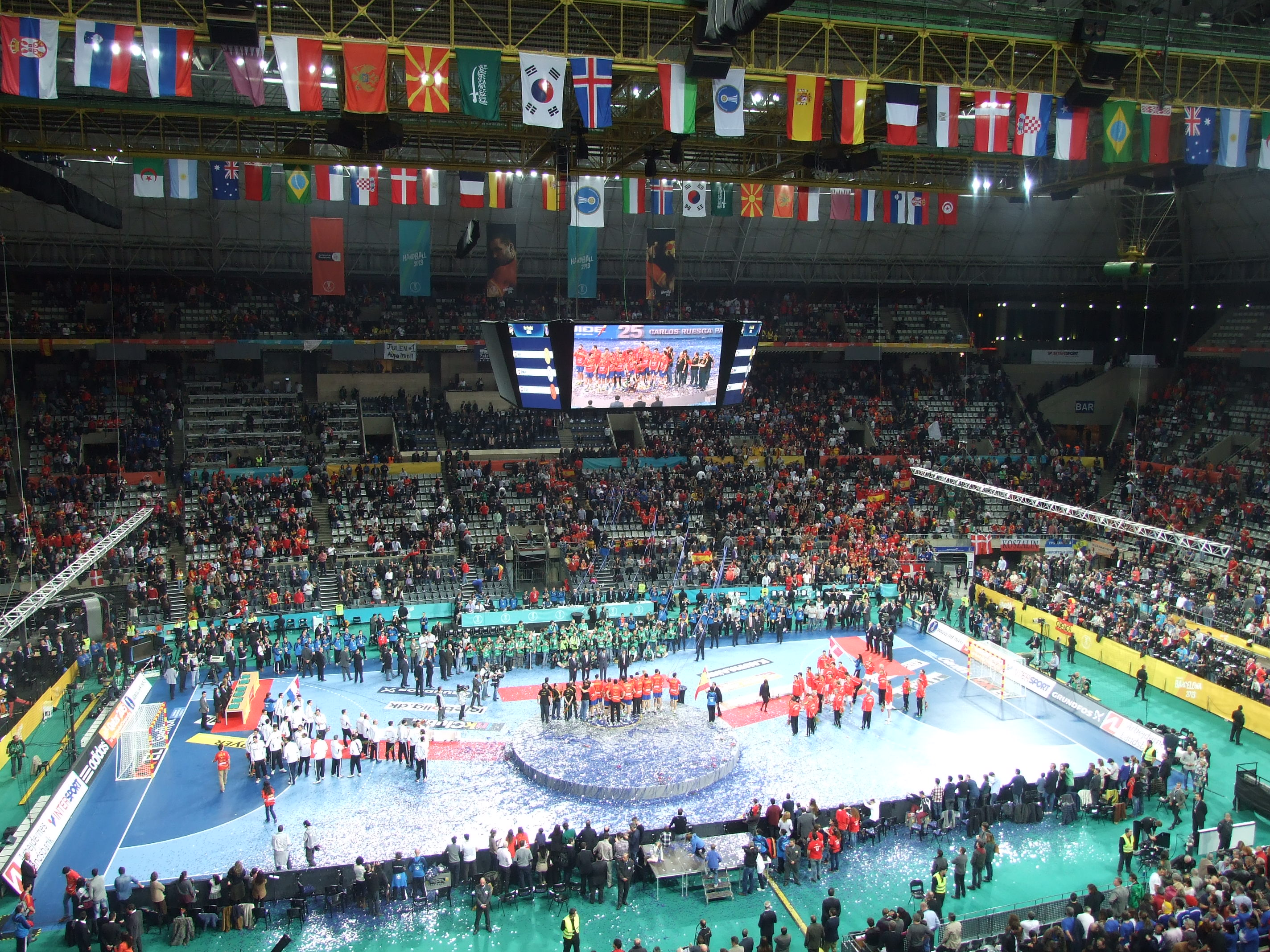
Celebración Campeonato del Mundo de balonmano 2013

Una de las primeras muestras de felicitación a la selección española por la victoria en el campeonato estuvo a cargo del príncipe Felipe de Borbón, quien se encontraba presente en el partido de la final y que bajó a la cancha a celebrar con los jugadores. En la ceremonia de premiación él fue el encargado de entregar el trofeo al capitán de la selección. Esa misma tarde, el presidente de la RFEBM, Juan de Dios Román, fue felicitado vía telegrama, en nombre de todos los jugadores y el seleccionador, por el rey Juan Carlos I y por el presidente del Gobierno Mariano Rajoy.
Por otra parte, el Ministerio de Educación, Cultura y Deporte, en calidad de representante del Consejo Superior de Deportes, anunció la entrega de la Medalla de Oro al Mérito Deportivo a la selección de balonmano por su segundo título.
Con este éxito el capitán de la selección, Alberto Entrerríos, decidió poner fin a su carrera deportiva tras 240 partidos internacionales y un total de 726 goles, sumando en su palmarés la medalla de bronce de los Juegos Olímpicos de Pekín 2008, tres medallas en los Mundiales (oro en Túnez 2005 y España 2013 y bronce en Suecia 2011) y dos medallas en los Europeos (plata en Suiza 2006 y bronce en Croacia 2000).
El 29 de enero el Consorcio Regional de Transportes de Madrid festejó a la selección de balonmano emitiendo un vídeo de homenaje en las televisiones de toda la red de transportes de Madrid y exponiendo dos grandes carteles en los intercambiadores de Avenida de América y Moncloa.
En el Día de Madrid celebrado en la FITUR el 1 de febrero fue expuesto el trofeo por la mañana en el recinto de IFEMA. La alcaldesa de Madrid, Ana Botella y el presidente de la Comunidad de Madrid, Ignacio González fueron los encargados de oficializar el evento.
El primer homenaje oficial fue realizado el 8 de febrero en la sede del Consejo Superior de Deportes (CSD). El presidente de esta institución, Miguel Cardenal, felicitó al presidente Juan de Dios Román y al seleccionador Valero Rivera. El trofeo fue exhibido públicamente durante toda la mañana en la sala Juan Antonio Samaranch.
El lunes 11 de febrero la selección tuvo una agenda muy ocupada: a las 13 horas los campeones del Mundo y el seleccionador nacional fueron recibidos por el rey Juan Carlos I en el Palacio de la Zarzuela, quien les entregó la Medalla de Oro al Mérito Deportivo en presencia de la reina Sofía, el príncipe Felipe, la princesa Letizia, el ministro de Cultura y Deporte, José Ignacio Wert, y el presidente del CSD, Miguel Cardenal. Más tarde participaron en el evento celebrado por la propia RFEBM en el Hotel Husa Princesa para agradecer a los patrocinadores, instituciones, medios de comunicación y personalidades por el apoyo brindado. Por último se dirigieron a La Moncloa, donde el presidente del Gobierno Mariano Rajoy los recibió, culminando el acto con la entrega de una camiseta firmada por todos los jugadores.